# أدهم بيك (مسلسل)
أدهم بيك مسلسل لبناني تدور أحداثه بسنوات 1940. وهو من بطولة الممثل اللبناني يوسف الخال ومن تأليف طارق سويد ومن إخراج السوري زهير قنوع. يتألف المسلسل من 30 حلقة دة كل حلقة 45 دقيقة.
يشارك بالعمل من الممثلين: يوسف حدّاد، فيفيان أنطونيوس، زينة مكي، رندة كعدي، ريتا حرب، بالإضافة إلى العديد من الوجوه الجديدة وجميعهم خريجو معهد الفنون الجميلة بالإضافة إلى بعض الوجوه التي شاركت في برنامج «الصدمة»، أما بطلة العمل فهي الوجه الجديد كريستينا التي أشاد بها طارق مؤكداً أنّها تستحق هذه الفرصة عن جدارة.

## أحداث المسلسل
حبكة المسلسل مستوحاة من اجواء رواية «دعاء الكروان»، التي كتبها عميد الأدب العربي «طه حسين» عام 1934، فيما الشخصيات الأخرى والأحداث والحقبة لا علاقة لهم بالرواية الأصلية، وهم من نسج الخيال، حيث يتابع المشاهد قصصاً لأكثر من ثلاثين شخصية أساسية، شخصيات تمثل المجتمع اللبناني والعربي، والانقسامات التي دارت في فترة الانتداب الفرنسي والتي لا تزال موجودة ليومنا هذا وللأسباب الطائفية نفسها، حيث الأغلبة من المسيحيون رؤا في الانتداب الفرنسي الأمان والاستقلال، بعكس الطوائف الأخرى التي رأت في الانتداب احتلالاً للبنان وسعوا إلى حكم عربي وجيش عربي، ما يؤدي إلى انقسامات وانكسارات حتى في العلاقات العاطفية للشخصيات في المسلسل. المسلسل مؤلف من 30 حلقة، مدة الحلقة 50 دقيقة، وتدور أحداث المسلسل بين الريف وبيروت وفي فترة الانتداب الفرنسي، لتكمل وتشمل الفترة التي تلت الانتداب، أي بعد دخول الإنكليز والفرنسيين الأحرار لبنان وسوريا، لحين اعلان استقلال لبنان.
المراجع